# Aesopus obesus
Aesopus obesus là một loài ốc biển, là động vật thân mềm chân bụng sống ở biển trong họ Columbellidae.